# The Funeral Orchestra
The Funeral Orchestra ist eine 2002 gegründete Funeral-Doom-Band.

## Geschichte
The Funeral Orchestra wurde 2002 in Göteborg als anonymes Projekt initiiert. Die Gruppe gibt selbst an seither in schwarzen Roben und mit goldenen Masken aktiv zu sein. Internationale Liveauftritte absolvierte die Band in entsprechender Gewandung. Die Mitglieder treten des Weiteren als nummerierte Priester ohne Namensnennung in Erscheinung. Die Beteiligung von Leif Nicklas Rudolfsson von Runemagick als „Priest I“ ist als Personalie jedoch publik. Die Gruppe veröffentlichte drei Demos bis zum Jahr 2003. Im gleichen Jahr erschien über Aftermath Music das Debüt Feeding the Abyss gefolgt von einigen EPs und Singles und Split-Veröffentlichungen. Im Jahr 2020 erschienen die Alben Apocalyptic Plague Ritual MMXX im Selbstverlag und Negative Evocation Rites über Nuclear War Now! Productions. Insbesondere das zweite dieser Studioalben erfuhr international lobende Beachtung.

## Rezeption
Für das Webzine Metalcrypt wurde das Demo We are the End von  Sargon the Terrible besprochen. Er lobte We are the End als gelungenes Demo, dass den Zweck einer solchen Veröffentlichung gerecht würde. „Es macht, dass Du mehr hören willst!“ Scott Wickens rezensierte das Demo für Doom-Metal.com als besonders verheißungsvoll. Er lobte das Stück Apocalyptic Trance Ritual als „nicht weniger als Einmalig“ und schloss seine Besprechung damit, dass er eine reguläre Veröffentlichung „mit angehaltenem Atem“ erwarte. The Funeral Orchestra hätten sich, insbesondere mit dem benannten Stück zweifellos „zu den größten Namen des Doom gesellt.“ Feeding the Abyss wurde jedoch von Odile Aurora Strik als Oscar Strik für Doom-Metal.com besprochen. Das von Wickens gelobte Stück wurde des Demos fand sich auch auf dem Album und wurde auch von Strik positiv hervorgehoben. Apocalyptic Trance Ritual gestalte ein Hauptthema, das als ganzes „ein überraschendes Debüt“ darstelle, es jedoch ein Gefühl transportiere, von dem er nach mehrmaligen Hören eine Pause benötige. Auch Ktb, der das Album für Metalcrypt besprach schloss damit, dass es „einfach Atemberaubend Einmalig“ sei.
Mit Negative Evocation Rites nahm die internationale Beachtung deutlich zu. Sven Lattemann von Metal.de schrieb das Album sei „zwar düster, schleppend und erfrischend räudig, aber auch einen Tick zu schlurfend- spannungsarm. Musik für spezielle Stunden und spezielle Geschmäcker, die es gern so richtig langsam und schmutzig mögen.“ Ebenso Zielgruppen-Spezifisch bewertete Joxe Schaefer von X-Crash Negative Evocation Rites mit der Mutmaßung, dass „die Die-Hard Fraktion […] genau das mögen“ werde. Internationale Besprechungen setzten anlogen den Rahmen der mit Negative Evocation Rites angesprochenen Zielgruppe. Es sei „gut gemacht“ und „für Fans“ des Genres eine Empfehlung. Für diese Fans sei das Album gar Tauglich als „eines, das die Leute daran erinnern sollte wie großartig Funeral Doom sein“ könne. Nur wenige Rezensenten beurteilten das Album schlecht bis mittelmäßig, so nannte Carcharodon für Angry Metal Guy, das Album eine frustrierende Erfahrung, da nur geringe Änderungen das routiniert gespielte Album zu einem positiven Erlebnis hätten machen könne. Und Saragon the Terrible, der das Demo We are the End zuvor als Hoffnungsvoll lobte, bemängelte die fehlende Entwicklung. Die Gruppe sei „glücklich damit, langsam und heavy zu sein“ und oft genüge dies, er habe jedoch „auf mehr gehofft“.

„It is safe to say that this album and The Funeral Orchestra is not for everyone. You certainly need a trained ear and a strong longing for this genre in order to be able to appreciate it to its fullest. And I believe that for people who do that, this group is solid gold.“

„Man kann mit Sicherheit sagen, dass dieses Album und The Funeral Orchestra nicht jedermanns Sache sind. DU brauchst gewiss ein geschultes Ohr und ein starkes Verlangen nach diesem Genre, um es in vollen Zügen genießen zu können. Und ich glaube, dass diese Gruppe für genau die Leute, die das haben, absolutes Gold ist.“

Jon Rosenthal räumt jedoch in seiner für Invisible Oranges verfassten Besprechung ein, dass sich die Band „untypisch in einer Welt des musikalischen Funeral Doom“ zeige und sich „etwas anderem und ekelhafteren“ zuwende. Diese Abkehr von dem Willen „schön zu klingen“ benennt Matt Bacon für Two Metal Guys als erfrischend und lobte das Album mit dem Fazit: „This record fucking kills.“

## Stil
Die von The Funeral Orchestra gespielte Musik gilt als „sehr heavy und rituell anmutender Funeral Doom“. Sven Lattemann benennt den Stil für Metal.de als „[a]pokalyptische[n] Funeral Doom der finstersten Sorte, der klingt wie CELTIC FROST in halber Geschwindigkeit.“ Scott Wickens verweist in seiner für Doom-Metal.com verfassten Besprechung zu We are the End auf „eine hässliche Mischung aus Sludge und Funeral Doom“, insbesondere den Gesang verglich er mit jenem von Mike Williams von EyeHateGod. Als weitere Vergleichsgrößen verweisen Rezensenten auf Runemagick, Thergothon, Ocean Chief und Noctu.
Der auf Rückkopplungen und anhaltende Verzerrungen aufbauende Klang der Gitarren wird als „absolut massive“ beschrieben. Der Gesang wird dem Black Metal und Sludge ähnlich guttural schreiend dargebracht, allerdings auch als „ritueller Beschwörungsgesang“ wahrgenommen. Der Rhythmus bleibt beständig langsam und wird als ebenso rituell und meditativ wahrgenommen.

## Diskografie
- 2002: Demo 2002 (Demo, Selbstverlag)
- 2002: Slow Shalt Be the Whole of the Law (Demo, Eternal Dark Productions)
- 2003: We Are the End (Demo, Eternal Dark Productions)
- 2003: Feeding the Abyss (Album, Aftermath Music)
- 2008: ODO (EP, Aftermath Music)
- 2010: The Northern Lights II (Split-EP mit Ocean Chief, Aftermath Music)
- 2015: Den mörka shamanens glöd (Single, Aftermath Music)
- 2018: Korp (Split-Album mit In Mourning, Djevel, Kari Rueslåtten und Antimatter, Aftermath Music)
- 2020: Vomit Desolation (Single, Selbstverlag)
- 2020: Apocalyptic Plague Ritual MMXX (Album, Selbstverlag)
- 2020: Negative Evocations (The EP) (EP, Selbstverlag)
- 2020: Negative Evocation Rites (Album, Nuclear War Now! Productions)
- 2022: Funeral Death - Apocalyptic Plague Ritual II (Kompilation, Selbstverlag)
- 2022: Total Funeral Omega - Compilation Of Demos 2002 (Kompilation, Ablaze Productions)
- 2022: Inexistentia (Split-EP mit Grave Upheaval, Parasitic Records)